# Meandrina meandrites
Meandrina meandrites là một loài san hô trong họ Meandrinidae. Loài này được Linnaeus mô tả khoa học năm 1758.